# ГЕС Седильо
ГЕС Седильо (ісп. Cedillo) – гідроелектростанція у центральній частині Іспанії. Знаходячись між ГЕС Хосе-Марія-де-Оріоль (вище по течії)  та португальською ГЕС Фрател, входить до каскаду на Тахо (найбільша річка Піренейського півострова, що впадає в Атлантичний океан біля Лісабону).
Для роботи станції річку перекрили арково-гравітаційною греблею висотою 66 метрів та довжиною 418 метрів, на спорудження якої пішло 239 тис м3 матеріалу. Вона створила витягнуте по долині річки на 61 км водосховище площею поверхні 14 км2 та об’ємом 260 млн м3.
Розташований біля греблі машинний зал обладнаний чотирма турбінами типу Каплан загальною потужністю 473 МВт, які працюють при напорі у 45 метрів.
Зв’язок з енергосистемою відбувається по ЛЕП, що працює під напругою 400 кВ.